# وحدة منظم الجهد
وحدة منظم الجهد (بالإنجليزية: Voltage regulator module)‏ تسمى اختصاراً VRM

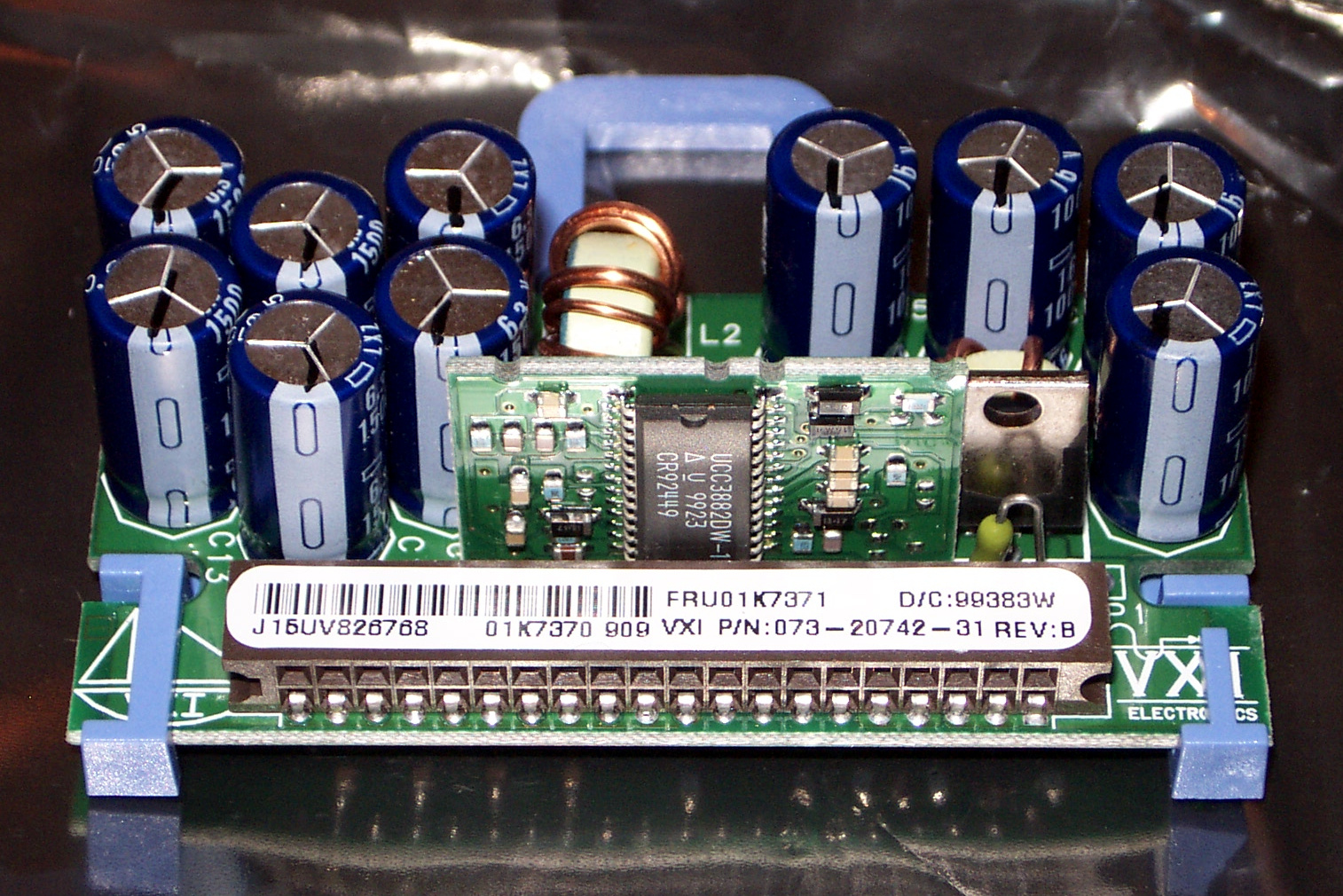
وحدة منظم الجهد على لوحة مخدم IBM Netfinity 7000 M10 يشتغل بمعالج إنتل زيون 500 MHz

هي جهاز إلكتروني يزود المعالج الدقيق بالتيار الكهربائي المناسب.
يمكن أن تكون ملتحمة باللوحة الأم أو في شكل قطعة قابلة للتركيب.
وتتيح وحدة منظم الجهد للمعالج بالحصول على كفايته من الجهد الكهربائي
بقيم متزايدة على نفس اللوحة الأم
بعض الوحدات المنظمة للجهد تزود المعالج بقدر ثابت من الجهد الكهربائي
ولكن بعض الوحدات تتحسس مقدار الجهد المطلوب من المعالج.
وبشكل خاص يجب على الوحدات الملتحمة باللوحة الام أن تكون قادرة على استشعار مقدار الجهد المطلوب من المعالج.
المقدار الصحيح للجهد يبلغ عنه المعالج إلى وحدة منظم الجهد VRM عبر عدد من الإشارات الثنائية (بت) تسمى معرف الجهد (بالإنجليزية: voltage identificator)‏ أو VID.
بطبيعة الحال في البداية تقوم وحدة منظم الجهد بتزويد المعالج بقيمة الجهد القياسية من خلال وحدة VID logic التي يتعتبر جزء من تركيبة المعالج تم توقوم وحدة VID logic (الموجودة في المعالج) بإرسال قيمة معرف الجهد VID إلى وحدة منظمة الجهد VRM
وعدما تستلم وحدة منظم الجهد VRM قيمة معرف الجهد VID المطلوبة ’تبداء في العمل كمنظم تيار بتزويد المعالج بقيمة الجهد المستمر المطلوبة.
وحدة منظة التيار تعتبر محول مخفض حيث يحول الجهد من 5+ فولت إلى جهد أقل بكثير والطلوب من المعالج بعض المعالج تتطلب جهد قدره 3.3 فولت وبعضها يتطلب 1.10 فولت وخصواً في المعالجات الحذيثة.
تاريخيا أستمر مصممي المعالجات على تقليل قيمة الفولتية أنوية المعالج وتخفيض الفولاتية هذا يساعد على خفظ تبديد الطاقة من المعالج

## اقرأ أيضاً
- مثبت الجهد الكهربائي